# Улица Максима Горького (Ростов-на-Дону)
У́лица Макси́ма Го́рького — улица в центральной части Ростова-на-Дону.
Её начало лежит между проспектом Сиверса и Доломановским переулком. Улица проходит с запада на восток до улицы Ченцова.
Названа в честь русского пролетарского писателя Алексея Максимовича Горького, посетившего город трижды. В память об этом 28 марта 1938 года на Береговой улице была установлена мемориальная доска: «Здесь на территории Ростовского-на-Дону порта летом 1891 года работал грузчиком великий пролетарский писатель Максим Горький (Алексей Максимович Пешков, 1868—1936)».

## История

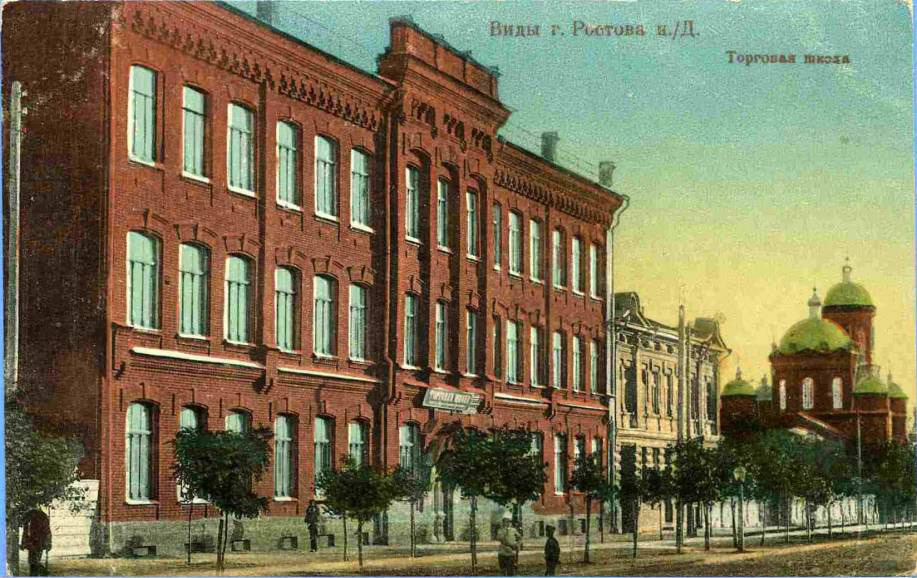
Торговая школа и Успенская церковь на старой открытке

Первое название улицы — Сенная. Первоначально она была последней улицей на севере города — захолустьем, где вблизи от расположенных на соседних улицах учебных заведений были сконцентрированы все городские публичные дома.
- 1885 год — улица переименовывается в Тургеневскую. Однако население города воспринимает это весьма негативно.
- 1895 год — восстановлено прежнее название.
- 1913 год — в связи с 300-летием царского дома Романовых, улица переименована в Романовскую.
- 1917 год — опять восстановлено название Сенная.
- 1936 год — улица получила своё действующее название.

## Современное состояние
Улица Максима Горького — широкая улица с четырёхполосным движением, в том числе с трамвайными путями, уложенными по современной технологии.
На ней располагается несколько образовательных учреждений: Институт права и управления ЮФУ, Ростовский-на-дону строительный колледж, Техникум Ростовского государственного университета путей сообщения. Также на улице расположено одно из старейших производственных зданий Ростова-на-Дону — здание бывшей фабрики Донской табак.

## Реконструкция улицы
В 2012—2014 г.г. была проведена коренная реконструкция улицы с созданием четырёхполосного двухстороннего движения путём устройства проезжих для легкового автотранспорта трамвайных путей и расширения проезжей части. Целью реконструкции было снижение напряжённости автомобильного потока на Красноармейской и Пушкинской улицах, в меньшей степени — на улице Большой Садовой.

## Примечательные здания и сооружения
По чётной стороне:
- № 88 — Здание бывшей торговой школы.
- № 108/82 — Школа № 49.

По нечётной стороне:
- № 11 - ЖК "Олимп Тауэрс" - второе по высоте здание в городе.[3]
- № 115 — Гимназия № 36[4].
- № 293 — Музей Ростовского водопровода.

Информационная табличка
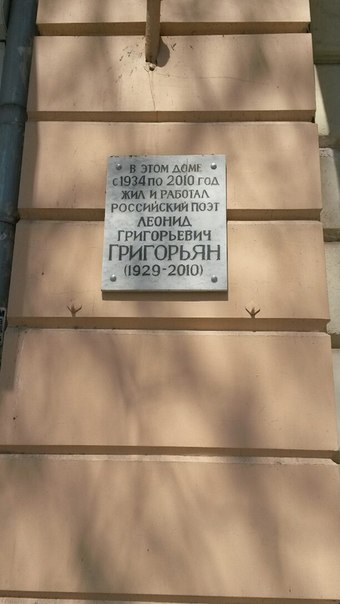
Мемориальная доска в память о Л.Г. Григорьяне, дом 147б
Памятная доска о католическом училище, дом 86